# SM UB-20
SM UB-20 – niemiecki jednokadłubowy okręt podwodny typu UB II zbudowany w stoczni Blohm & Voss w Hamburgu w roku 1915. Zwodowany 28 września 1915 roku, wszedł do służby w Kaiserliche Marine 8 lutego 1916 roku. W czasie swojej służby, SM UB-20 odbył 15 patroli, w czasie których zatopił 13 statków o łącznej pojemności 10 076 BRT. Służbę rozpoczął w Flotylli Bałtyk 12 marca 1916 roku, a 16 marca 1916 roku został przeniesiony do Flotylli Flandria (U-boote des Marinekorps U-Flotille Flandern).

## Budowa
Okręt SM UB-20 należał do typu UB-II, który był następcą typu UB I. Był średnim jednokadłubowym okrętem przeznaczonymi do działań przybrzeżnych, o prostej konstrukcji, długości 36,13 metrów, wyporności w zanurzeniu 263 BRT, zasięgu  6450 Mm przy prędkości 5 węzłów na powierzchni oraz 45 Mm przy prędkości 4 węzły w zanurzeniu. W typie II poprawiono i zmodernizowano wiele rozwiązań, które były uważane za wadliwe w typie I. Zwiększono moc silników, pojedynczy wał zastąpiono dwoma.

## Służba
Pierwszym dowódcą okrętu został 10 lutego 1916 roku mianowany Max Viebeg, wcześniej dowodzący SM UC-10. 12 marca 1916 roku okręt został przydzielony do Flotylli Bałtyk. Pierwsze zwycięstwo jednostka odniosła 2 sierpnia 1916 roku podczas patrolu po Zatoce Botnickiej na Morzu Bałtyckim, UB-20 zatrzymał i zatopił poprzez podłożenie ładunków wybuchowych cztery szwedzkie statki handlowe:. Były to: „Bror Oskar” (368 BRT), "Commerce" (638 BRT), "Vera" (312 BRT) oraz " Vermland" (213 BRT).
1 lutego 1917 roku na miejsce kapitana Maxa Viebega, który po urlopie objął dowództwo SM UB-32, został mianowany Oberleutnant zur See Hermann Glimpf. 16 marca 1916 roku został przeniesiony do Flotylli Flandria (U-boote des Marinekorps U-Flotille Flandern). 10 kwietnia 1917 roku Glimpf zatopił swój pierwszy statek. Był to brytyjski parowiec „Pluto” o pojemności 1266 BRT. Zbudowany w 1897 roku statek płyną z ładunkiem z Rotterdamu do Bristolu. Został zatopiony około 32 mil od Lowestoft.
Największym zatopionym przez UB-20 statkiem był norweski parowiec „Askild”. Zbudowany w 1892 roku statek o pojemności 2540 BRT płynął z ładunkiem węgla oraz drobnicowym z Penarth do St. Vincent. Został zatopiony 10 mil na północ od Ushant.

## Zatonięcie
28 lipca 1917 roku według jednej z wersji, został zatopiony przez samolot. Według innych źródeł zatonął po wejściu na minę w czasie próbnych zanurzeń w Zeebrugge lub zatonął po wejściu na mieliznę u wybrzeży Flandrii.